# Birnlücke
Birnlücke / Forcella del Picco är ett bergspass på gränsen mellan Österrike och Italien. Det ligger 2 665 meter över havet. På den österrikiska sidan ligger passet i förbundslandet Salzburg, på den italienska sidan ligger passet i Sydtyrolen.